# Albert Jurgenson
Albert Jurgenson (* 4. Juni 1929; † 12. Juni 2002) war ein französischer Filmeditor.

## Leben
Nach seinem Studium an der La fémis hatte Albert Jurgenson 1955 die Möglichkeit, den Filmschnitt von Die unsichtbare Fee, einem Animationsfilm von Jean Tourane, zu übernehmen. Von diesem bis zu seinem letzten Schnitt 1995, dem türkischen Drama Aşk Ölümden Soğuktur von Canan Gerede, umfasst die Editoren-Karriere von Jurgenson nicht nur über 40 Jahre, sondern auch fast 80 Filme und Dokumentationen.
Jurgenson unterhielt langjährige Arbeitsbeziehungen mit unterschiedlichsten französischen Regisseuren, darunter Alain Resnais, Jeanne Moreau, Yves Boisset und Gérard Oury. Für zwei Filme von Resnais, Providence und Smoking / No Smoking, erhielt er jeweils eine César-Auszeichnung für den Besten Filmschnitt.
An zwei Filmen von Robert Dhéry schrieb Jurgenson ebenfalls am Drehbuch mit. Neben Balduin, der Trockenschwimmer (1968) schrieb er auch an Vos gueules les mouettes! (1974) mit.

## Filmografie (Auswahl)
- 1957: Die unsichtbare Fee (Une fée pas comme les autres)
- 1958: Die sich selbst betrügen (Les tricheurs)
- 1960: Der Panther wird gehetzt (Classe tous risques)
- 1960: Die Wahrheit (La vérité)
- 1960: Stunden voller Zärtlichkeit (Moderato cantabile)
- 1961: Der tolle Amerikaner (La belle Américaine)
- 1961: In Freiheit dressiert (La bride sur le cou)
- 1963: Rififi in Tokio (Rififi à Tokyo)
- 1964: Ein toller Bobby, dieser Flic (Allez France!)
- 1965: Der Gendarm vom Broadway (Le gendarme à New York)
- 1965: Im Reich des Kublai Khan (La fabuleuse aventure de Marco Polo)
- 1965: Scharfe Sachen für Monsieur (Le corniaud)
- 1966: Drei Bruchpiloten in Paris (La grande vadrouille)
- 1966: Lautlose Waffen (The Defector)
- 1966: Pokerspiel um vier Damen (Carré de dames pour un as)
- 1968: Balduin, der Trockenschwimmer (Le petit baigneur)
- 1968: Ich liebe dich, ich liebe dich (Je t’aime, je t’aime)
- 1969: Das Superhirn (Le cerveau)
- 1970: Ein Bulle sieht rot (Un condé)
- 1971: Die dummen Streiche der Reichen (La folie des grandeurs)
- 1971: Kommando Cobra (Le saut de l’ange)
- 1973: Die Abenteuer des Rabbi Jacob (Les aventures de Rabbi Jacob)
- 1973: Kommando R.A.S. (R.A.S.)
- 1974: Vos gueules les mouettes!
- 1975: Monsieur Dupont (Dupont-Lajoie)
- 1975: Zum Freiwild erklärt (Folle à tuer)
- 1974: Stavisky
- 1976: Im Scheinwerferlicht (Lumière)
- 1977: Das malvenfarbene Taxi (Un taxi mauve)
- 1977: Der Richter, den sie Sheriff nannten (Juge Fayard dit Le Shériff)
- 1977: Providence
- 1978: Der Sanfte mit den schnellen Beinen (La carapate)
- 1980: Der Regenschirmmörder (Le coup du parapluie)
- 1980: Mein Onkel aus Amerika (Mon oncle d’Amérique)
- 1981: Das Verhör (Garde à vue)
- 1981: Der Hornochse und sein Zugpferd (La chèvre)
- 1981: Der Maulwurf (Espion, lève-toi)
- 1982: Das As der Asse (L’as des as)
- 1983: Das anonyme Bekenntnis (Benvenuta)
- 1983: Das Auge (Mortelle randonnée)
- 1983: Das Leben ist ein Roman (La vie est un roman)
- 1983: Der Außenseiter (Le marginal)
- 1984: Dog Day – Ein Mann rennt um sein Leben (Canicule)
- 1984: Liebe bis in den Tod (L’amour à mort)
- 1986: Das freche Mädchen (L’effrontée)
- 1986: Mélo
- 1987: Wer hat dem Rabbi den Koks geklaut? (Lévy et Goliath)
- 1988: Die kleine Diebin (La petite voleuse)
- 1989: Geheimauftrag Erdbeer Vanille (Vanille fraise)
- 1993: Smoking / No Smoking
- 1995: Aşk Ölümden Soğuktur

## Auszeichnungen
César
- 1978: Bester Schnitt – Providence
- 1981: Bester Schnitt – Die Regenschirmmörder (nominiert)
- 1982: Bester Schnitt – Das Verhör
- 1994: Bester Schnitt – Smoking / No Smoking (nominiert)